# Royal Festival Hall

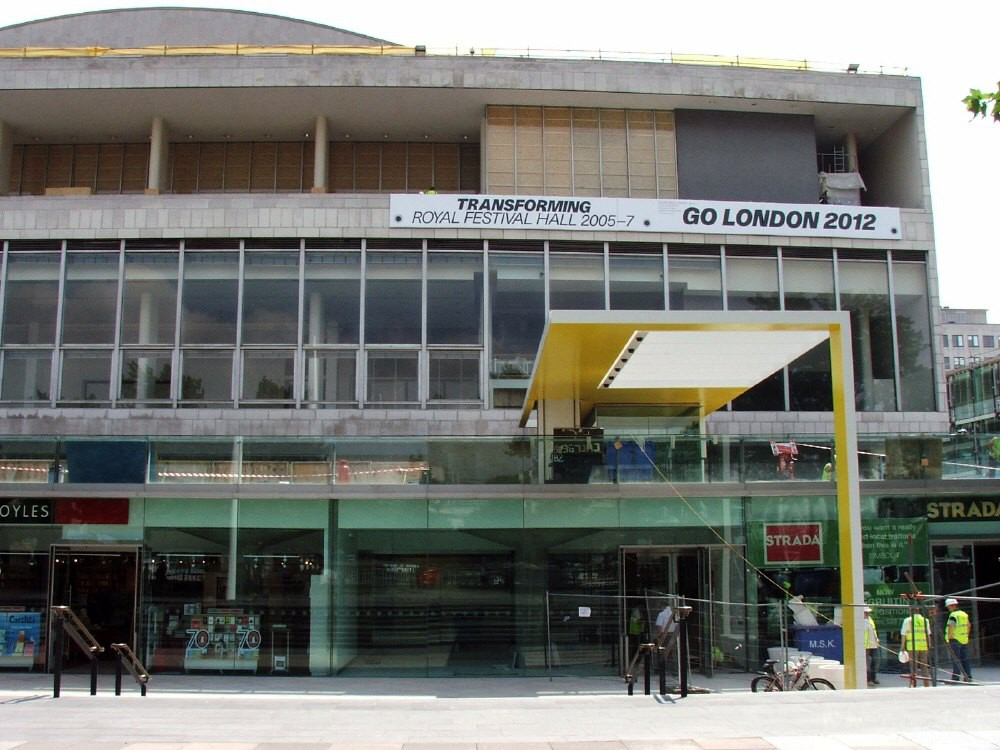
The Royal Festival Hall.

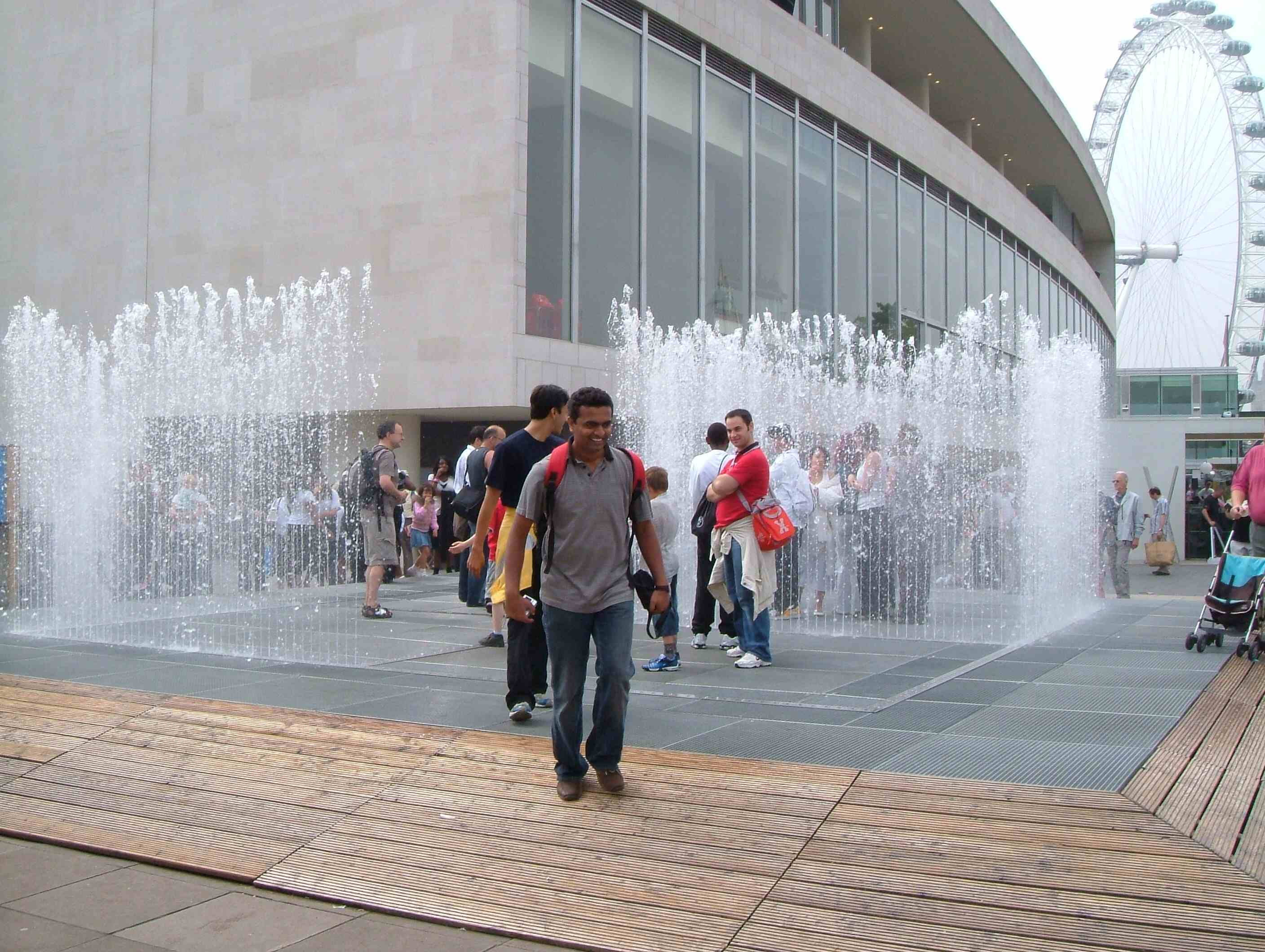
Fontän

The Royal Festival Hall är ett konserthus i London. Det ligger på South Bank vid Themsen vid Hungerford Bridge. Royal Festival Hall rymmer 2900 sittplatser och invigdes 1951.
The London Philharmonic Orchestra och Philharmonia Orchestras spelar huvuddelen av sina London-konserter i Royal Festival Hall.